# Digonocryptus annulitarsis
Digonocryptus annulitarsis là một loài tò vò trong họ Ichneumonidae.